# Sperry Rand
Sperry Rand var en amerikansk producent af bl.a. køleskabe. 
Sperry Rand revolutionerede køleskabsindustrien, bl.a. ved hjælp af den tidligere general Leslie Groves, at lave flere hylder i selve køleskabet, i stedet for bare et stort rum, som der tidligere var.[kilde mangler]
| Firma | Spire Denne artikel om et firma eller en virksomhed i USA er en spire som bør udbygges. Du er velkommen til at hjælpe Wikipedia ved at udvide den. |